# Saint-Vincent-de-Mercuze
Saint-Vincent-de-Mercuze este o comună în departamentul Isère din sud-estul Franței. În 2009 avea o populație de 1.429 de locuitori.

## Evoluția populației
| An        | 1975 | 1982 | 1990  | 1999  | 2006  | 2009  |
| --------- | ---- | ---- | ----- | ----- | ----- | ----- |
| Populație | 543  | 757  | 1.060 | 1.360 | 1.383 | 1.429 |